# Bentley Rhythm Ace
Bentley Rhythm Ace is een Britse dancegroep die bestaat uit Mike Stokes en Richard March. De band is bekend van het bigbeat-genre. De band is het meest bekend van de single Bentley's gonna sort it out, dat gebruikt werd voor de reclame van Axe.

## Geschiedenis
De groep werd in 1995 in Birmingham opgericht door Richard March die daarvoor lid was van Pop Will Eat Itself samen met Mike Stokes. Live lieten ze zich bijstaan door James Atkin (voormalig EMF en Fuzz Townsend (ook voormalig Pop Will Eat Itself). De groep had zijn succes in 1997 toen het titelloze debuutalbum verscheen op Skint Records. Het nummer Bentley's gonna sort it out groeide uit tot een hit en het album behaalde in eigen land de gouden status. Ze werden ook gevraagd door Ministry of Sound om een aflevering van The Future Sound Of The United Kingdom verzamelaars te maken. Remixes maakten ze voor onder andere Supergrass en de Beastie Boys. Ook stonden ze in 1998 op Pinkpop. Toen in 2000 het album For you ears only verscheen was de Big beat-stijl op zijn retour en bleek de band niet meer relevant genoeg om succes te hebben. In 2003 namen ze nog de ep Angel Face op met zangeres Sophia Lolley maar ook die deed maar weinig. Daarna ging het duo uiteen. Vanaf 2016 spelen ze weer live en toeren ze in het voorprogramma van The Wonder Stuff.

## Discografie
Albums:
- Bentley Rhythm Ace (1997)
- For your ears only (2000)